# Liste der Stauferburgen in Unteritalien

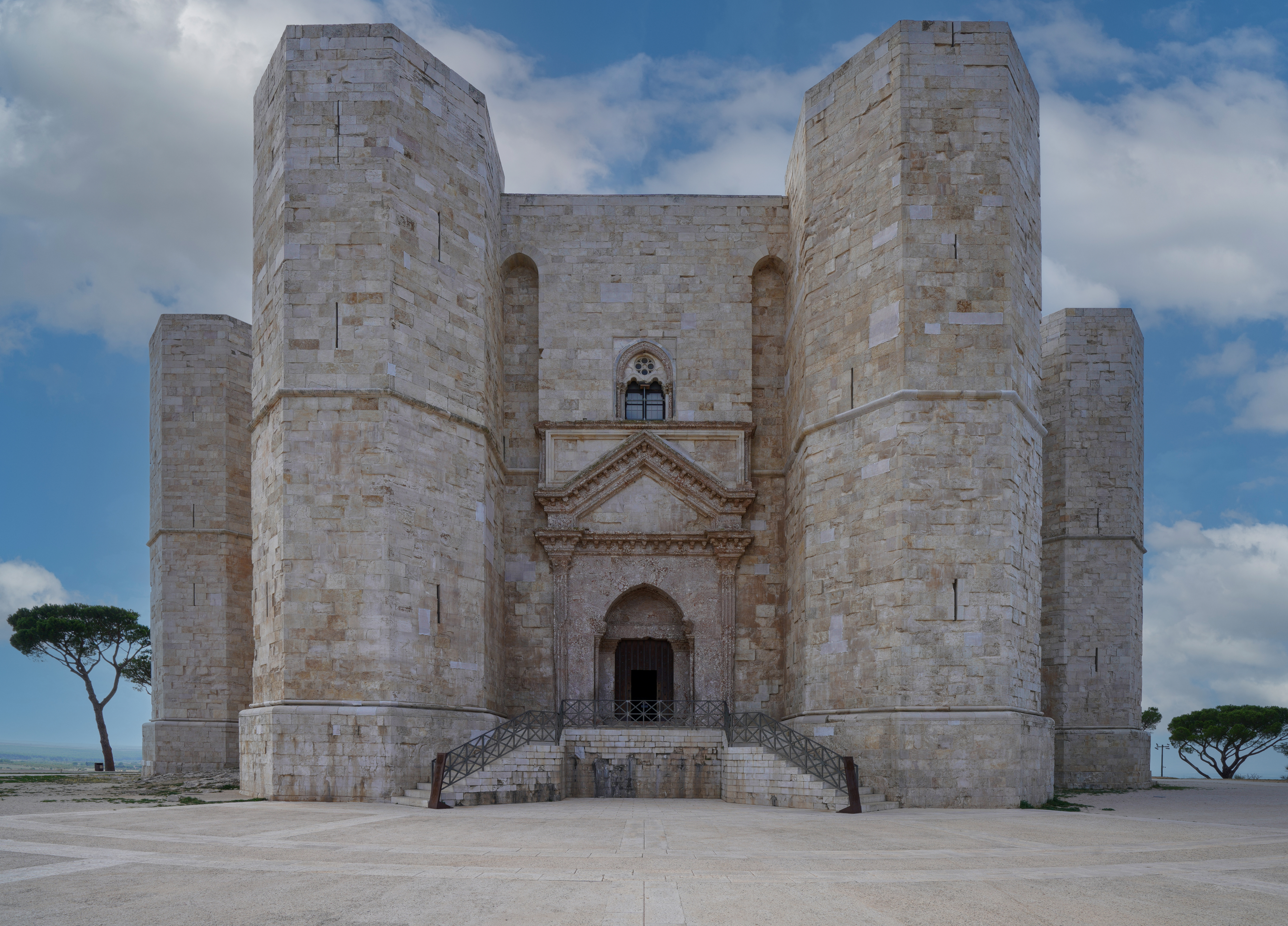
Die wohl bekannteste Stauferburg in Unteritalien: Castel del Monte

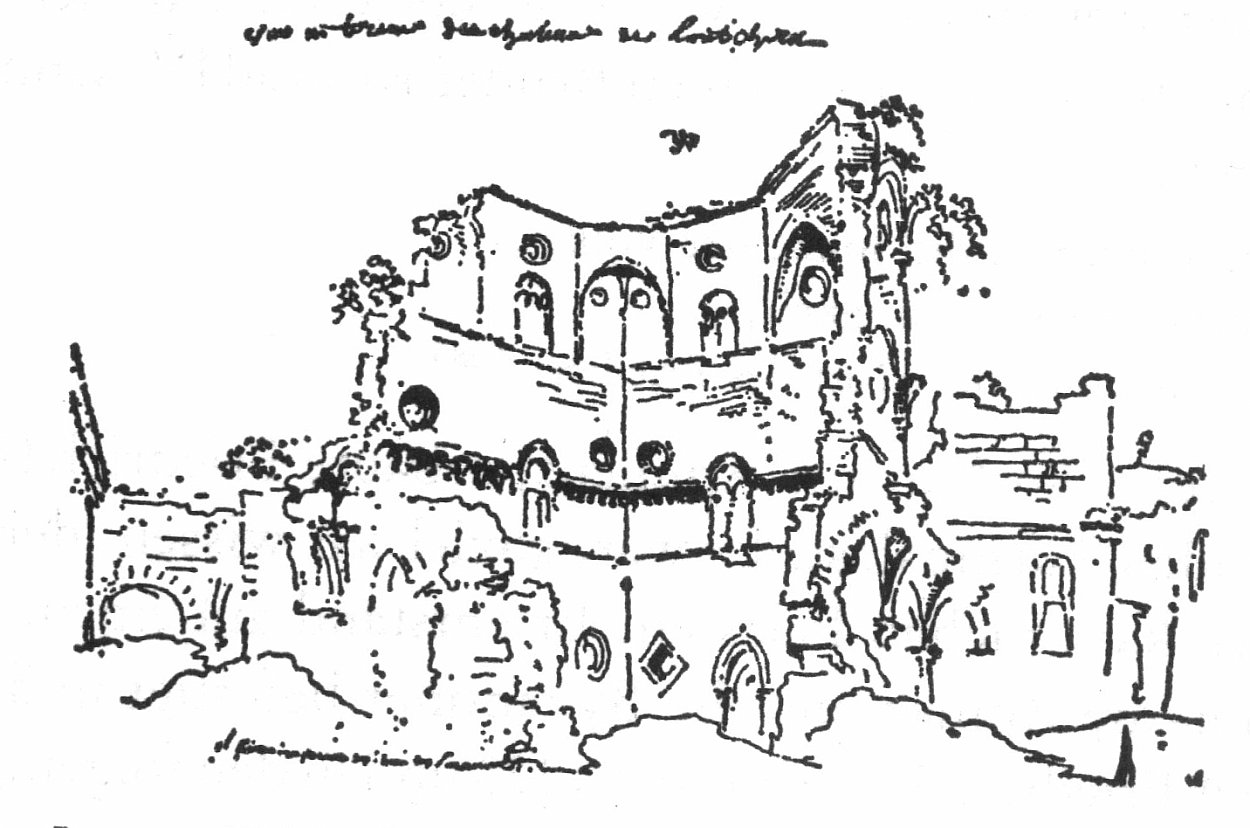
Lucera 1778

Diese Liste führt die unter den Staufern errichteten oder erweiterten Burgen im ehemaligen Königreich Sizilien auf. Nicht berücksichtigt sind Normannenburgen, falls sie weitestgehend unverändert übernommen wurden bzw. keine gewichtige Rolle für die Staufer spielten (Von den Staufern benutzte Normannenburgen ohne grundlegenden Umbauten sind mit * gekennzeichnet).

## Burgen
| Bild | Name                                                 | Ort                              | Lage                                                                | Anmerkung |
| ---- | ---------------------------------------------------- | -------------------------------- | ------------------------------------------------------------------- | --- |
|      | Castel del Monte                                     | Andria (Apulien)                 | 16 km außerhalb von Andria 41° 5′ 3″ N, 16° 16′ 17″ O               | Das achteckige Schloss wurde von 1240 bis um 1250 errichtet und ist UNESCO-Welterbestätte. |
|      | Castello d’Augusta*                                  | Augusta (Sizilien)               | Via Giovanni Lavaggi 37° 14′ 5″ N, 15° 13′ 3″ O                     | Das Kastell in seiner heutigen Form wurde im Auftrag von Kaiser Friedrich II. 1232 auf den Fundamenten einer älteren Befestigung erbaut. |
|      | Castello Normanno-Svevo (Bari)*                      | Bari (Apulien)                   | Corso Antonio de Tullio 41° 7′ 43″ N, 16° 52′ 1″ O                  | Das Kastell steht auf den Überresten einer byzantinischen Festung aus dem 11. Jahrhundert, wurde 1131–1132 auf Befehl von Roger „dem Normannen“ erbaut, 1139 nach Zerstörung wieder aufgebaut und in der Stauferzeit unter Kaiser Friedrich II. ab 1233 umgebaut. |
|      | Castello di Barletta                                 | Barletta (Apulien)               | Viale Cafiero 41° 19′ 15″ N, 16° 17′ 18″ O                          | Das Kastell wurde Anfang des 10. Jahrhunderts von den Normannen errichtet. Unter Friedrich II. wurde es in der Zeit von 1225 bis 1228 weiter ausgebaut. Als die Anjou in Apulien die Herrschaft übernahmen, ließen sie die Festung weiter ausbauen. Unter Karl V. wurde die Festung ein weiteres Mal ausgebaut, um vier massive Bastionen erweitert und erhielt ihre heutige Gestalt. |
|      | Castello Svevo (Brindisi)                            | Brindisi (Apulien)               | Via dei Mille 40° 38′ 25″ N, 17° 56′ 14″ O                          | Das Kastell wurde um 1227 errichtet. |
|      | Castello di Canosa di Puglia                         | Canosa di Puglia (Apulien)       | Via Diogene 41° 13′ 29″ N, 16° 3′ 35″ O                             | Erstmals wird eine Burg in Canosa di Puglia im 6. Jahrhundert erwähnt. Im 11. Jahrhundert war sie eine der wichtigsten Normannenburgen: Hier trafen sich die Brüder Roger und Bohemund von Tarent im Jahre 1089 um die Konflikte um das Erbe von Robert Guiskard beizulegen. |
|      | Castello Piccolomini (Celano)                        | Celano (Abruzzen)                | Corso Umberto 42° 5′ 5″ N, 13° 32′ 43″ O                            | Das Kastell wurde 1392 durch Pietro Berardi, Graf von Celano erbaut. |
|      | Castel Fiorentino                                    | Torremaggiore (Apulien)          | Außerhalb des Ortes 41° 36′ 22″ N, 15° 15′ 44″ O                    | Das Kastell wurde zwischen dem 11. und 13. Jahrhundert errichtet; in ihm starb am 13. Dezember 1250 der römisch-deutsche König und Kaiser Friedrich II. |
|      | Castello Svevo (Cosenza)                             | Cosenza (Kalabrien)              | Via del Castello 39° 17′ 12″ N, 16° 15′ 27″ O                       | In Cosenza soll bereits eine byzantinische Burg gestanden haben. Um das Jahr 1000 eroberten die Araber die Stadt. Nach der Eroberung der Stadt durch Roger II. von Sizilien im Jahr 1132 wurden die Mauern verstärkt; die normannische Burg entstand. Im Jahre 1184 wurde die Burg schwer von einem Erdbeben beschädigt. Im 13. Jahrhundert wurde sie unter Friedrich II. erneuert.   |
|      | Torre di Federico II. sowie Castello di Lombardia    | Enna (Sizilien)                  | Via della Cittadella 37° 34′ 2″ N, 14° 17′ 17″ O                    | Das Castello di Lombardia war eines der größten Kastelle Siziliens. Historiker schreiben Friedrich II. die Errichtung der Burg zu; gesichert ist das jedoch nicht. Der Torre di Federico II. im Stadtpark ist ein achteckiger Wohnturm von Friedrich II., der früher durch einen unterirdischen Gang mit dem Kastell verbunden war.                                                   |
|      | Kaiserliches Residenzschloss Foggia                  | Foggia (Apulien)                 |                                                                     | Ab 1223 erbaut, war der Palast der erste und prächtigste Bau, den der Kaiser, neben einer ganzen Reihe von weiteren Kastellen und Jagdschlössern, in den folgenden Jahren in Apulien errichten ließ. Fast dreißig Jahre war er der prunkvolle Mittelpunkt der kaiserlichen Hofhaltung. Bis auf den Torbogen ist nichts erhalten.                                                      |
|      | Castello Normanno-Svevo (Gioia del Colle)            | Gioia del Colle (Apulien)        | Via le Torri 40° 48′ 1″ N, 16° 55′ 22″ O                            | Die Burg wurde als byzantinische Burg erbaut und diente dann Normannen und Staufern als Befestigung. |
|      | Castello di Gravina                                  | Gravina di Puglia (Apulien)      | Contrada Castello 40° 50′ 1″ N, 16° 25′ 13″ O                       | Das Kastell wurde um 1231 errichtet. |
|      | Castello di Lagopesole                               | Avigliano (Basilikata)           | Am Rande des Ortes 40° 48′ 25″ N, 15° 43′ 59″ O                     | Das Kastell wurde im Auftrag von Manfred (Sizilien) erbaut. |
| 0    | Castello di Lavello                                  | Lavello (Basilikata)             | 41° 2′ 57″ N, 15° 48′ 3″ O                                          | Das Kastell wurde im 17. Jahrhundert umgebaut und wird heute als Rathaus des Ortes genutzt. |
| 0    | Castello di Lesina                                   | Lesina (Apulien)                 |                                                                     | 0 |
|      | Burg Lucera                                          | Lucera (Apulien)                 | Am Rande des Ortes 41° 30′ 33″ N, 15° 19′ 22″ O                     | Die erste Burg wurde von Friedrich II. vermutlich über den Resten einer früheren normannischen Anlage errichtet. |
|      | Castello di Manfredonia                              | Manfredonia (Apulien)            | In der Mitte des Ortes, direkt am Meer 41° 37′ 49″ N, 15° 55′ 20″ O | Die erste Erwähnung der Burg stammt aus dem Jahr 1297. |
|      | Castello Maniace                                     | Syrakus (Sizilien)               | an der Südspitze der Halbinsel Ortygia 37° 3′ 13″ N, 15° 17′ 43″ O  | 1038 eroberte der byzantinische Heerführers Georg Maniakes Stadt und Bug von den Arabern zurück. Die jetzige Festung Castello Maniace wurde in der Zeit Friedrichs II. von 1232 bis 1240 errichtet. |
| 0    | Castello di Martirano                                | Martirano (Kalabrien)            |                                                                     | 0 |
|      | Castello di Melfi                                    | Melfi (Basilikata)               | Via Normanni 40° 59′ 54″ N, 15° 39′ 10″ O                           | Die Burg wurde Ende des 12. Jahrhunderts von den Normannen erbaut. Nach Ankunft der Staufer ließ Friedrich II. daran einige Arbeiten vornehmen. Im Jahr 1231 wurde sie Schauplatz der Verkündung der Konstitutionen von Melfi. |
|      | Castello di Nicastro                                 | Nicastro (Kalabrien)             | 38° 58′ 54″ N, 16° 19′ 26″ O                                        | Die Burg wurde Mitte des 11. Jahrhunderts von den Normannen gebaut und von Friedrich II. erweitert. Durch das Erdbeben von 1638 wurde sie stark beschädigt; heute bestehen nur noch Ruinen. |
|      | Castel dell’Ovo*                                     | Neapel (Kampanien)               | Insel Megaride 40° 49′ 41″ N, 14° 14′ 52″ O                         | Die heutige Festung wurde in verschiedenen Phasen vom 1. Jahrhundert v. Chr. bis ins 16. Jahrhundert erbaut und seitdem oftmals renoviert. |
|      | Castello di Oria                                     | Oria (Apulien)                   | Stadtmitte 40° 29′ 55″ N, 17° 38′ 32″ O                             | Es gab spätestens seit dem 11. Jahrhundert eine Burganlage. Unter Friedrich II. wurde sie ausgebaut und wird daher seitdem als Stauferburg bezeichnet. |
| 0    | Castello di Orta Nova                                | Orta Nova (Apulien)              |                                                                     | 0 |
|      | La Zisa*                                             | Palermo (Sizilien)               | Via Zisa 38° 7′ 0″ N, 13° 20′ 28″ O                                 | La Zisa wurde 1165 unter Wilhelm I. begonnen und 1167 unter dessen Sohn Wilhelm II. fertiggestellt. Deutlich zu erkennen sind normannische und arabische Einflüsse. |
|      | La Cuba*                                             | Palermo (Sizilien)               | Via Zisa 38° 7′ 0″ N, 13° 20′ 28″ O                                 | La Cuba wurde unter König Wilhelm II. auf einer Insel in einem künstlichen See in dem königlichen Park von Palermo 500 m von dem Normannenpalast entfernt errichtet und 1180 fertiggestellt. |
| 0    | Castello Normanno-Aragonese (San Nicandro Garganico) | San Nicandro Garganico (Apulien) | Stadtzentrum 41° 50′ 6″ N, 15° 33′ 51″ O                            | Die Burg stammt aus dem 9. Jahrhundert. |
|      | Castello Svevo (Termoli)                             | Termoli (Molise)                 | Via Frederico II 42° 0′ 15″ N, 14° 59′ 47″ O                        | 1247 wurde das Kastell unter Friedrich II ausgebaut. |
|      | Castello Svevo (Trani)                               | Trani (Apulien)                  | Via Leonelli 41° 16′ 54″ N, 16° 24′ 56″ O                           | 1233 wurde das Kastell unter Friedrich II erbaut. |
|      | Castello Ursino                                      | Catania (Sizilien)               | Piazza Frederico di Svevia 37° 29′ 56″ N, 15° 5′ 5″ O               | Das Castello Ursino ist ein Kastell in Catania, gegründet von Kaiser Friedrich II. im 13. Jahrhundert. |
|      | Castello Aragonese (Venosa)                          | Venosa (Basilikata)              | Pianzza Umberto I 40° 57′ 41″ N, 15° 49′ 6″ O                       | Das Kastell wurde ab 1470 von Herzog Pirro del Balzo erbaut |

## Karte
| Legende zur Karte |
| --- |

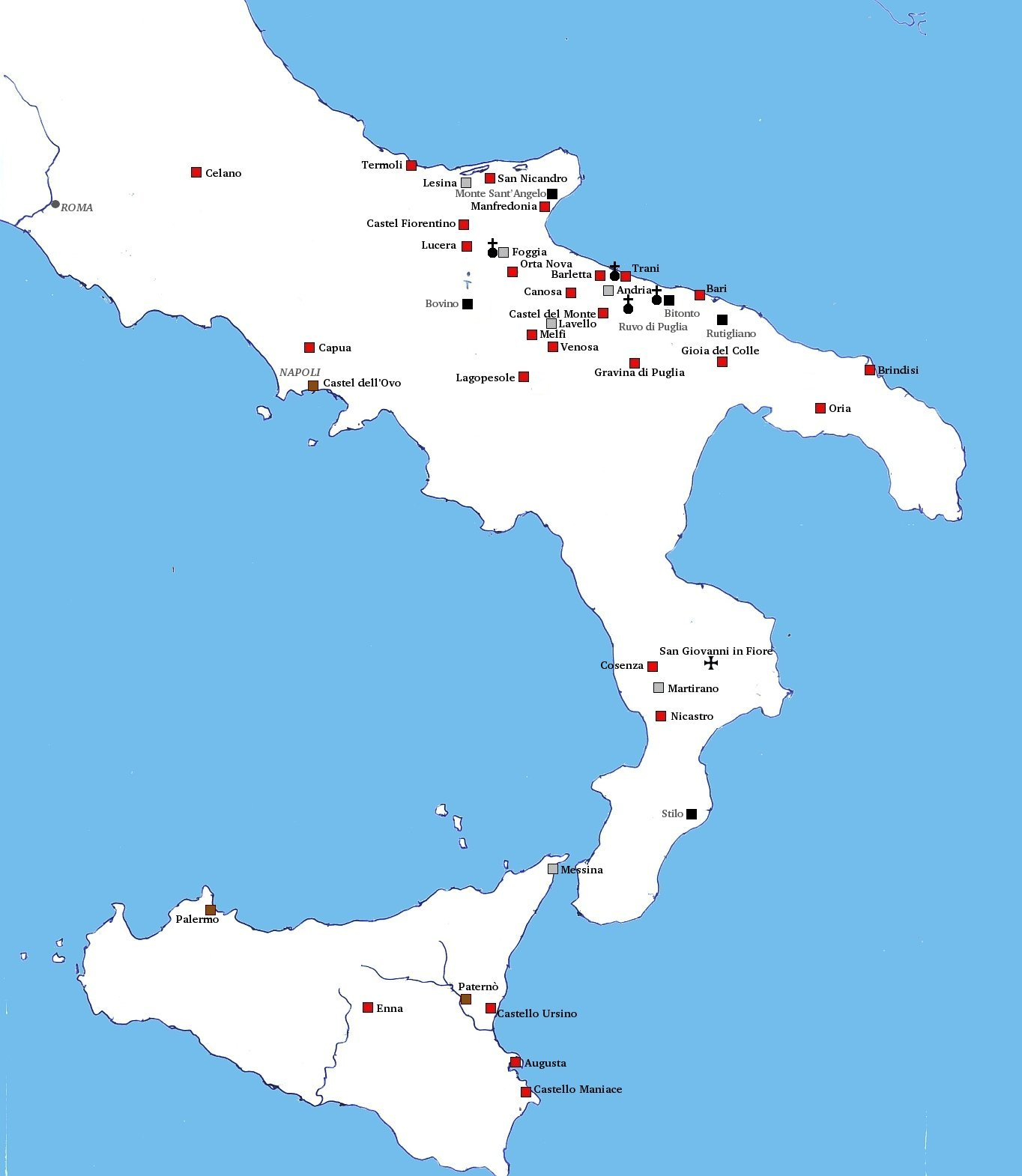
Verbreitung der Stauferburgen in Unteritalien

| - = Stauferburg (erhalten oder Ruine) - = Stauferburg (ger. Reste, abgegangen) - = Normannenburg - = Normannenburg (von Bedeutung für die Staufer) - = Kathedrale (von Bedeutung für die Staufer) - = für die Staufer wichtiges Kloster |